# 津田プレート

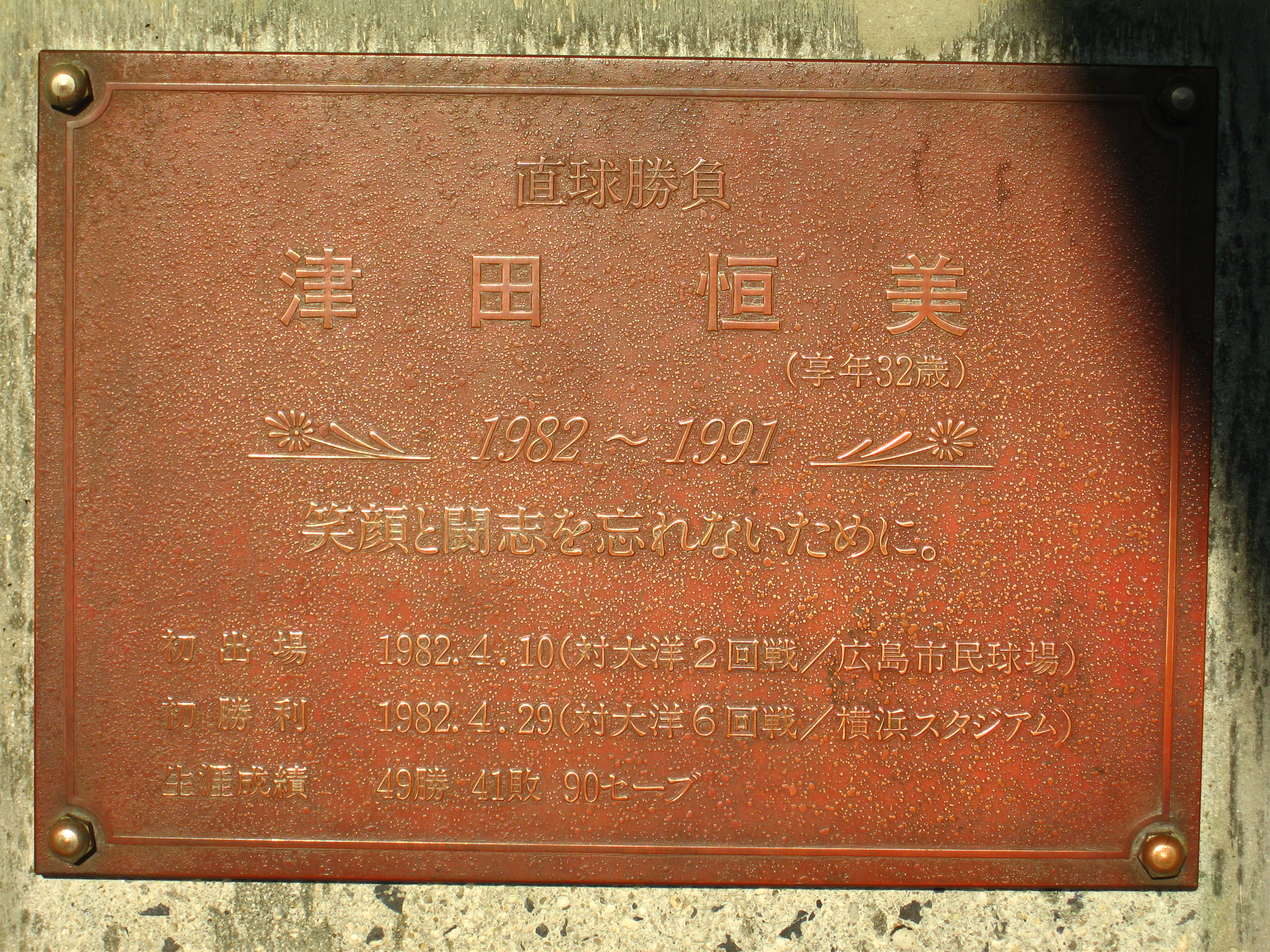
津田プレート

津田プレート（つだプレート）は、新旧広島市民球場に設けられている、広島東洋カープの投手だった津田恒実（恒美）を記念して作られた金属製プレートの通称。正式名称は津田恒美顕彰板である。

## 概要
1994年7月14日、津田の一周忌直近であること（命日は7月20日）と背番号14にちなんで、初代の広島市民球場の一塁側ブルペンの柱に貼り付けられた。同日の試合前には子息による始球式も行われた。その年から1999年まで、毎年7月14日は「津田メモリアルデー」として、記念行事が行われた。
プレートには「直球勝負 笑顔と闘志を忘れないために」の文字、享年・選手登録期間・初出場日・初勝利日・生涯成績が記されている。
初代の広島市民球場に設置される、個人の碑については衣笠祥雄の「衣笠祥雄 連続試合出場記録 石碑」に次いで2つめで、以上しか存在しなかった。
「カープの投手は、投球前に必ずプレートに触れていく」と、『勇者のスタジアム・プロ野球好珍プレー』などで取り上げている。
市民球場移転に伴い、2009年1月19日に広島市民球場から取り外され、同年3月31日に新しい市民球場（MAZDA Zoom-Zoom スタジアム広島）の一塁側ブルペンとベンチをつなぐ壁に設置された。
また、MAZDA Zoom-Zoom スタジアム広島のスポーツバーにはファンのためのレプリカが設置され、母校の山口県立南陽工業高等学校にも2009年にレプリカが贈られた。